# Nicolosi
Nicolosi – miejscowość i gmina we Włoszech, w regionie Sycylia, w prowincji Katania.
Według danych na rok 2004 gminę zamieszkiwało 6205 osób, 147,7 os./km².